# Tavagnasco
Tavagnasco (piemontesisch Tavagnasch) ist eine Gemeinde in der italienischen Metropolitanstadt Turin, Region Piemont.

## Lage und Einwohner
Tavagnasco liegt 64 km nördlich von Turin am Dora Baltea, einem Nebenfluss des Po, auf einer Höhe von 270 m über dem Meeresspiegel. Das Gemeindegebiet umfasst eine Fläche von 8 km² und hat 746 Einwohner (Stand 31. Dezember 2023).
Die Nachbargemeinden sind Settimo Vittone, Quincinetto, Traversella, Brosso und Quassolo.

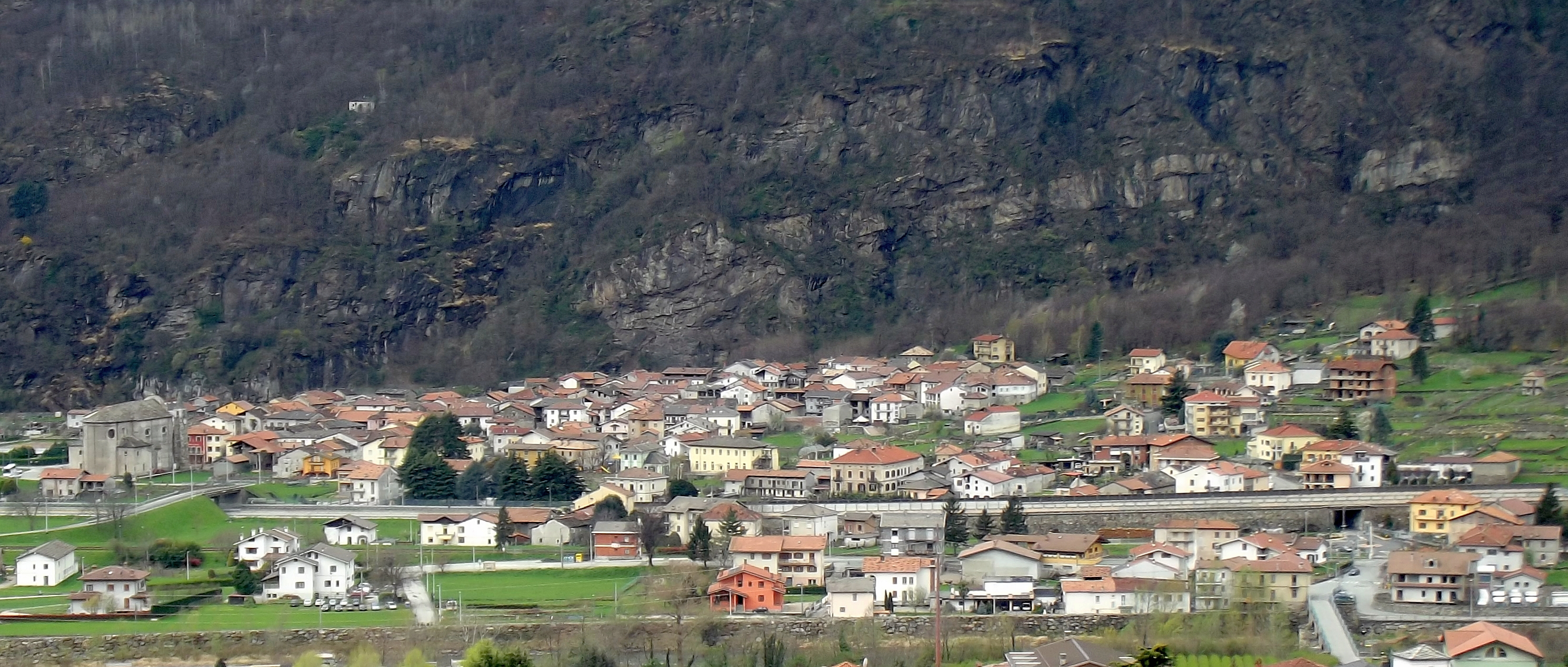
Panorama

## Geschichte

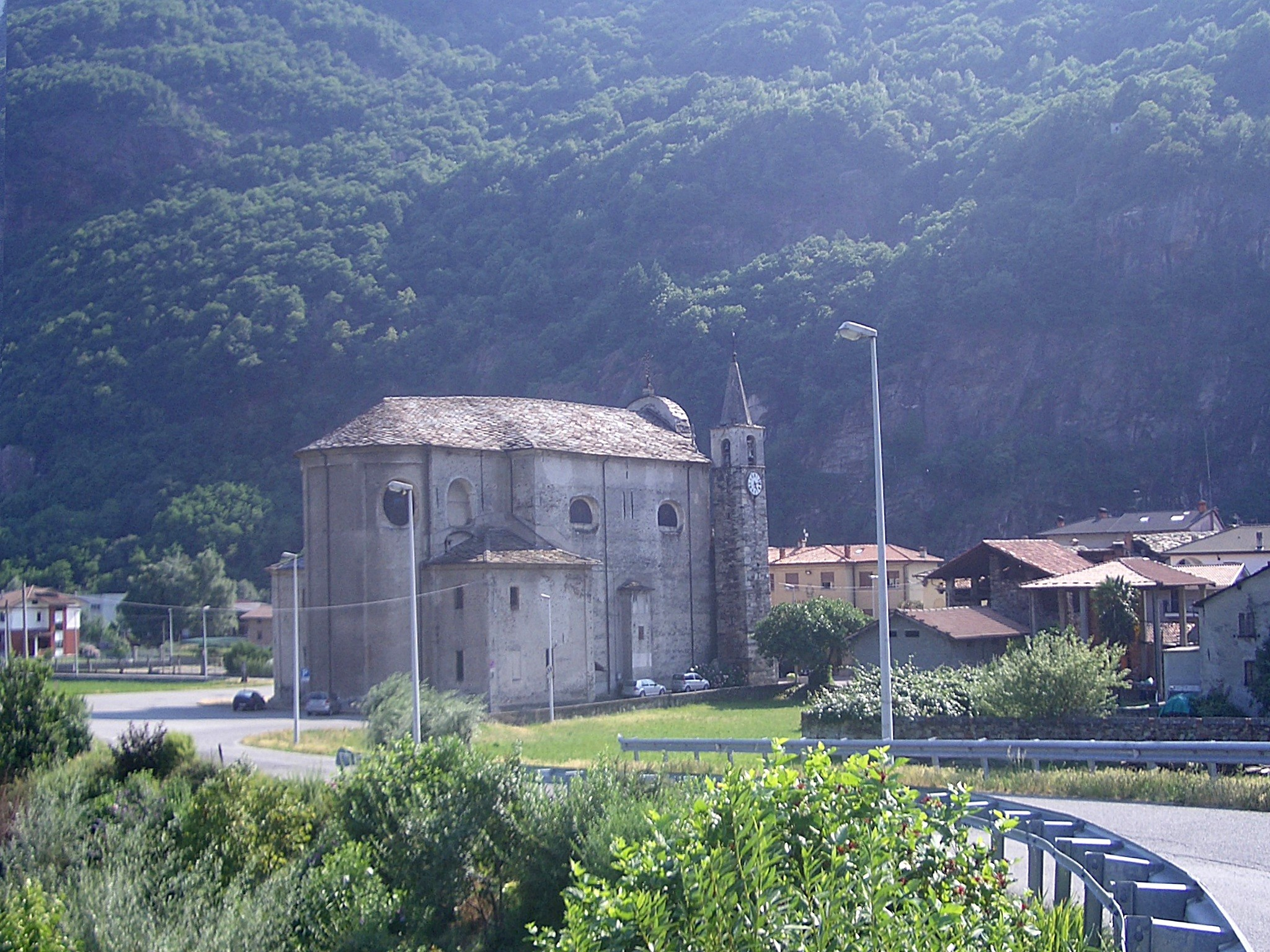
Pfarrkirche Santa Margherita

Tavagnasco entstand im Mittelalter, als es zur Castellata von Settimo Vittone gehörte, die von der Pfarrkirche San Lorenzo abhängig war. Es war immer ein rebellisches Land, das mit den Adligen der nahegelegenen Burgen um seine Autonomie kämpfte. Die Gemeinde wurde vom Konsul und den Credenzieri regiert, die den Eid in den Händen der verstorbenen Vorgänger leisteten. Der Podestà wurde von den Herren von Settimo Vittone, Montestrutto, Quincinetto und Ivrea ernannt und war sowohl für die Zivil, als auch für die Strafjustiz zuständig. Im Jahr 1512 versuchte Giovanni Giacomo Enrico di Settimo mit Nachdruck, die volle Macht über die Ernennung des Podesta zu behalten, um weiterhin Einfluss auf die volle Autonomie der Gemeinde zu nehmen. Die Hartnäckigkeit der Tavagnaschesi mit Unterstützung der Savoyer setzte sich durch. Es gab verschiedene Feudalherren von Tavagnasco, die Lasbianca, die Roasenda, die Grafen von Melle, die Enrico und die Enrico-Linie von Giampietro (Giovanni Pietro), genannt Gianpietro, letztere waren mit herzoglichen Patenten für die Familie belehnt Gerichtsbarkeit aller feudalen Gründe von Tavagnasco.